# Dorm of the Dead
Pour plus de détails, voir Fiche technique et Distribution.
Dorm of the Dead est un film américain réalisé par Donald Farmer, sorti en 2006.

## Synopsis
Un professeur universitaire ramène du sang de zombie d'un voyage en Haïti et contamine accidentellement ses étudiants.

## Fiche technique
- Titre : Dorm of the Dead
- Réalisation : Donald Farmer
- Scénario : Donald Farmer
- Production : A. J. Dennis, Donald Farmer et Jackie Napoli
- Sociétés de production : Boundless Entertainment, Howl Films et Stratosphere Entertainment LLC
- Musique : Inconnu
- Photographie : Chris Watson
- Montage : Allan McCall
- Pays de production : États-Unis
- Format : Couleurs - 1,33:1 - Stéréo - 35 mm
- Genre : Érotique, horreur et fantastique
- Durée : 75 minutes
- Date de sortie : 1er août 2006 (États-Unis)

## Distribution
- Tiffany Shepis : Amy
- Andrea Ownbey : Julie
- Jackey Hall : Clare
- Jeff Dylan Graham : Billy
- Ciara Richards : Sarah
- Christopher Slade : Xander
- Adrianna Eder : Allison
- Amanda Barnett : Jane
- Kimberly L. Cole : Summer
- Tiffany DuFoe : Tiffany
- Mike Dusi : Seth
- Jim O'Rear : Dean
- Michelle Penick : Dawn

## Autour du film
- Le tournage a débuté le 1er mai 2006 et s'est déroulé à Los Angeles, ainsi que dans le Tennessee.
- Les personnages de Sarah et Julie portent les noms de famille Hannigan et Gellar, clin d'œil aux actrices Alyson Hannigan et Sarah Michelle Gellar de la série Buffy contre les vampires (1997)[1].